# Уэрта, Пас де ла
Мария де ла Пас Элизабет София Адриана де ла Уэрта (англ. María de la Paz Elizabeth Sofía Adriana de la Huerta, род. 3 сентября 1984, Нью-Йорк) — американская актриса и модель, более известная под своим профессиональным именем Пас де ла Уэрта.

## Биография
Родилась в Нью-Йорке, училась в детской актёрской студии в Сохо. В качестве модели снималась для Alberta Ferretti, Uniqlo и Wolford. В октябре 2003 появилась на обложке New York Times Sunday Magazine.
В 2008 году Пас де ла Уэрта снялась в фильме «Удушье», в 2009 — в фильме «Предел контроля» Джима Джармуша и «Вход в пустоту» Гаспара Ноэ. Снималась в телесериале Мартина Скорсезе «Подпольная империя».
В 2013 году де ла Уэрта снялась в хорроре «Медсестра». Картина 2 года пролежала на полке пока в 2015 году её не выкупила компания Lionsgate. Фильм оглушительно провалился в прокате и собрал всего 80 тыс. долларов при бюджете в 10 млн. После этого актриса заявила что съёмки в данном фильме разрушили ей карьеру. Якобы во время съёмок одной из сцен она получила перелом позвоночника. Также актриса утверждала что представляла «неудобства» для создателей фильма и поэтому они решили нанять другую актрису чтобы переозвучить все реплики в сценах с её участием. Примечательно что заявление о сломанной карьере де ла Уэрта сделала ещё и в 2018 году, но в этот раз она уже обвинила этом продюсера Харви Ванштейна.

## Избранная фильмография
| Год  |   | Русское название             | Оригинальное название  | Роль             |
| ---- | - | ---------------------------- | ---------------------- | ---------------- |
| 1999 | ф | Правила виноделов            | The Cider House Rules  | Мэри Агнес       |
| 2002 | ф | Спеши любить                 | A Walk to Remember     | Трейси           |
| 2005 | ф | Жестокие люди                | Fierce People          | Jilly            |
| 2008 | ф | Удушье                       | Choke                  | Nico             |
| 2008 | ф | Список контактов             | Deception              | List Member #1   |
| 2009 | ф | Предел контроля              | The Limits of Control  | Nude             |
| 2009 | ф | Вход в пустоту               | Enter the Void         | Linda            |
| 2010 | с | Подпольная империя           | Boardwalk Empire       | Lucy Danziger    |
| 2011 | ф | 4:44 Последний день на Земле | 4:44 Last Day on Earth | девушка на улице |
| 2012 | ф | Медсестра 3D                 | Nurse 3D               | Эбби             |
| 2015 | ф | Девушка в беде               | The Girl Is in Trouble | Мария            |
| 2015 | ф | Обнажённая                   | Bare                   | Пеппер           |